# 将監町 (浜松市)
将監町（しょうげんちょう）は静岡県浜松市中央区の町名。丁番を持たない単独町名である。住居表示未実施。

## 地理
浜松市中央区の中東部に位置する。東・南で植松町、西・北で神立町と接する。

### 河川
- 芳川

### 学区
小学校・中学校の学区は以下の通りである。
- 浜松市立蒲小学校
- 浜松市立丸塚中学校

## 歴史

### 沿革
- 1889年（明治22年）4月1日 - 町村制の施行により、長上郡将監名村が周辺の村と合併して長上郡蒲村となる[WEB 8]。旧村名は蒲村の大字として残る[書籍 1]。
- 1896年（明治29年）4月1日 - 郡制の施行により、蒲村の所属郡が浜名郡に変更となる。
- 1939年（昭和14年）7月1日 – 蒲村が浜松市に編入される。
- 1940年（昭和15年） - 大字将監名から将監町へ住所表記を変更する[WEB 9]。
- 2007年（平成19年）4月1日 - 浜松市が政令指定都市となる。将監町は東区の一部となる。
- 2024年（令和6年）1月1日 - 浜松市の行政区再編により、将監町は中央区の一部となる。

## 施設
- 独立行政法人労働者健康安全機構浜松ろうさい病院
- 佐藤産業 本社
- 中北薬品 浜松支店
- ファミリーマート浜松将監店
- 将監第一公園
- 将監第二公園
- 臨済宗方広寺派 霊珠寺

## 交通

### バス
- 遠鉄バス 73・75・76笠井線、74・77・78蒲線：（浜松駅 方面 - ）将監町（ - イオンモール浜松市野・産業展示館・笠井上町 方面）

### 道路
- 浜松市道植松和地線（六間道路）
- 浜松市道神立30号線（ごしん表参道）

## その他

### 警察
警察の管轄区域は以下の通りである。
| 番・番地等 | 警察署       | 交番・駐在所 |
| ---------- | ------------ | ------------ |
| 全域       | 浜松東警察署 | 蒲交番       |

### 消防
消防の管轄区域は以下の通りである。
| 番・番地等 | 消防署   | 本署/出張所 |
| ---------- | -------- | ----------- |
| 全域       | 東消防署 | 本署        |

### 書籍
1. ↑  『浜松市史 三』浜松市役所、1980年3月26日、176頁。

### WEB
1. ↑  “h02_22.csv”.   総務省 (2022年2月10日). 2024年7月19日閲覧。
2. ↑  “chuouku_menseki.xlsx”.   浜松市 (2024年3月12日). 2024年7月19日閲覧。
3. ↑  “静岡県 浜松市中央区 将監町の郵便番号 - 日本郵便”.   日本郵便. 2025年2月15日閲覧。
4. ↑  “市外局番の一覧”.   総務省 (2022年3月1日). 2024年7月19日閲覧。
5. ↑  “事業所案内及び管轄地域（事務所3件、分室3件）”.   一般社団法人静岡県自動車会議所. 2024年7月19日閲覧。
6. ↑  “住居表示実施状況／浜松市”.   浜松市 (2024年1月4日). 2024年7月19日閲覧。
7. ↑  “学校名から探す／浜松市”.   浜松市 (2024年1月1日). 2024年7月19日閲覧。
8. ↑  “historyofcities.pdf”.   静岡県総務部合併推進室・財団法人静岡県市町村振興協会. 2024年9月24日閲覧。
9. ↑  “解説ページ”.   株式会社エア. 2024年10月5日閲覧。
10. ↑  “蒲交番｜静岡県警察”.   静岡県警察 (2024年1月1日). 2024年7月19日閲覧。
11. ↑  “消防署の町別管轄「し」／浜松市”.   浜松市 (2024年3月21日). 2024年7月19日閲覧。